# Crithagra scotops
El serín forestal (Crithagra scotops) es una especie de ave paseriforme de la familia Fringillidae nativa de Sudáfrica y Suazilandia. Su hábitat natural son los bosques húmedos subtropicales, tanto de las tierras bajas como de las montañas.